# (49) Pales
Pales és l'asteroide núm. 49 de la sèrie, descobert per en Hermann Mayer Salomon Goldschmidt (1802-66) el 19 de setembre del 1857 a París. És un asteroide gran i fosc del cinturó d'asteroides o cinturó principal. S'anomenà Pales per la deessa dels pastors de la mitologia romana.